# Подала (Мачерата)
Подала (итал. Podalla) насеље је у Италији у округу Мачерата, региону Марке.
Према процени из 2011. у насељу је живело 3 становника. Насеље се налази на надморској висини од 871 м.